# Laúd español
El laúd español es un instrumento de cuerda pulsada que tradicionalmente forma parte de la orquesta española popular o rondalla, también llamada orquesta de pulso y púa, junto con la guitarra y la bandurria. No tiene ninguna conexión organológica con el laúd renacentista o el barroco, y en realidad es un tenor de bandurria. 
Este instrumento es oriundo de España, y se considera desarrollado definitivamente hacia 1880. Según Juan José Rey y Antonio Navarro, fue desarrollado por José de Campo y Castro en torno a 1880 en Madrid, referido como nuevo laúd en su método, y fue rápidamente adoptado en rondallas y estudiantinas. Al igual que la bandurria, cuenta con doce cuerdas metálicas (seis dobles), pero el cuello es más largo que el de ésta. Las cuerdas se pulsan con una púa de cuerno o concha, el plectro, con un movimiento rápido en cada par.
El llamado laúd español tiene dos afinaciones. Se afina una cuarta por debajo de la bandurria, si va a tocar solo; o una octava por debajo de aquella, si va a tocar en un conjunto.